# National Historic Landmark

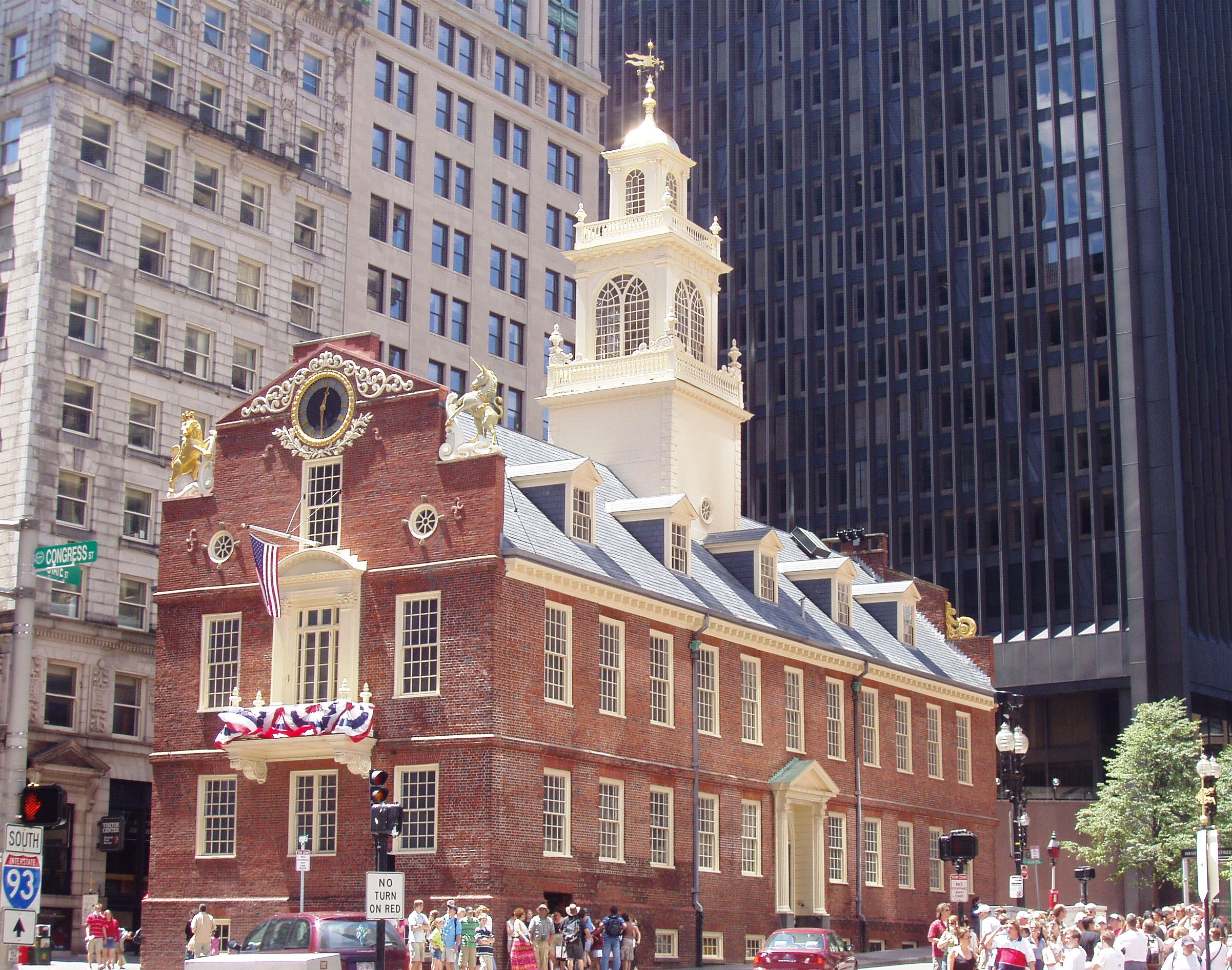
Het Old State House in Boston, dat erkend is als National Historic Landmark, was de zetel van de eerste democratisch gekozen regering van de Nieuwe Wereld alsook de locatie van het Bloedbad van Boston.

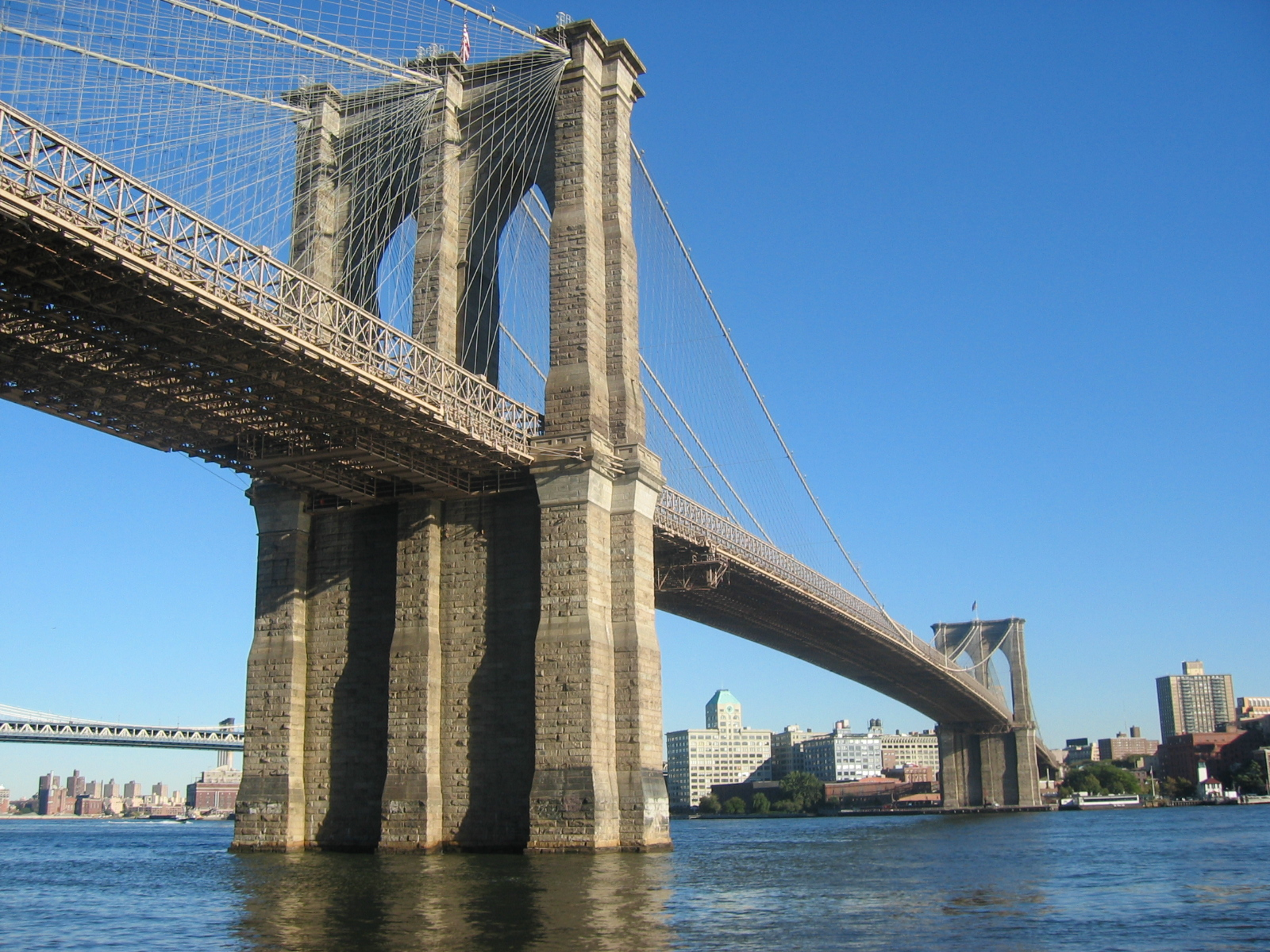
De Brooklyn Bridge, een van de oudste hangbruggen in de VS, is erkend als National Historic Landmark.

Een National Historic Landmark (NHL) is een bouwwerk, object of plaats die erkend is door de federale overheid van de Verenigde Staten als historisch belangrijk. Een National Historic Landmark maakt automatisch deel uit van het National Register of Historic Places. Op die lijst staan meer dan 80.000 plaatsen en bouwwerken, waarvan er slechts zo'n 2430 de uitzonderlijke status van National Historic Landmark hebben. De minister van Binnenlandse Zaken is bevoegd voor de aanduiding ervan.

## Criteria
De criteria die gehanteerd worden voor het aanduiden van een National Historic Landmark zijn:
- Plaatsen waar een gebeurtenis van nationaal historisch belang heeft plaatsgevonden;
- Plaatsen waar prominente personen gewoond of gewerkt hebben;
- Plaatsen die symbool staan voor de idealen en ideeën die de natie hebben gevormd;
- Plaatsen die uitstekende voorbeelden zijn qua ontwerp of constructie;
- Plaatsen die een bepaalde levenswijze karakteriseren; of
- Archeologische sites die ons veel informatie verschaffen.

## National Historic Landmark Districts
Daarnaast bestaan er ook National Historic Landmark Districts (NHLD); dat zijn historische districten die een gelijkaardige erkenning genieten vanwege hun historische belang. Het is mogelijk dat de bouwwerken, objecten en plaatsen die deel uitmaken van zo'n district ook apart erkend zijn als monument.

## Bezit en verspreiding
Ongeveer de helft van alle National Historic Landmarks is in privébezit. Het NHL-programma hangt af van de National Park Service voor suggesties om plaatsen aan te duiden als Landmark. Dat agentschap assisteert ook in het onderhoud van de monumenten.
Er zijn National Historic Landmarks in elke staat van de VS, alsook in Washington D.C., Puerto Rico en verschillende andere territoria. Drie staten zijn goed voor bijna een vierde van alle National Historic Landmarks: Pennsylvania, Massachusetts en New York. Daarenboven tellen de grote steden in deze staten - Boston, Philadelphia en New York - elk apart meer zulke monumenten dan veertig van de vijftig staten van de VS. 